# Грампијан (Пенсилванија)
Грампијан (енгл. Grampian) град је у америчкој савезној држави Пенсилванија.

## Демографија
По попису из 2010. године број становника је 356, што је 85 (-19,3%) становника мање него 2000. године.
| Група             | 2000.       | 2010.       |
| Белци             | 437 (99,1%) | 355 (99,7%) |
| Афроамериканци    | 0 (0,0%)    | 1 (0,3%)    |
| Азијати           | 0 (0,0%)    | 0 (0,0%)    |
| Хиспаноамериканци | 3 (0,7%)    | 0 (0,0%)    |
| Укупно            | 441         | 356         |